# Enrique XXIX de Reuss-Ebersdorf
El Conde Enrique XXIX de Reuss-Ebersdorf  (en alemán: Heinrich XXIX Reuß zu Ebersdorf; 21 de julio de 1699, Ebersdorf - 22 de mayo de 1747, Herrnhaag) fue un miembro de la Casa de Reuss (línea menor) y Conde de Reuss-Ebersdorf desde 1711 hasta su muerte.

## Biografía
Enrique era el hijo del Conde Enrique X de Reuss-Ebersdorf y su esposa Erdmuthe Benigna de Solms-Laubach. Educaron a Enrique estrictamente bajo las normas del pietismo. Pronto se hizo amigo del Conde Nicolaus Ludwig von Zinzendorf. Contrajo matrimonio el 7 de septiembre de 1721 en Castell con Sofía Teodora (1703-1777), hija del conde Dietrich Wolfgang de Castell-Remlingen y la Condesa Dorotea Renata de Zinzendorf (1669-1743). En la boda de Enrique, el Conde Nicolau Ludwig conoció a la hermana de Enrique, Erdmuthe Dorotea. Contrajeron matrimonio exactamente un año después.
Bajo el mandato de Enrique XXIX, fue fundada al Iglesia morava en Ebersdorf, según el modelo de iglesia que von Zinzendorf había fundado en Herrnhut, en la Alta Lusacia. Debido a que las diferencias de clase eran eliminadas bajo esta iglesia, la villa entera se reunía en la el salón de baile del palacio para rezar y cantar himnos. El Conde y sus sirvientes debían tratarse los unos a los otros como "hermanos" bajo esta iglesia.

## Descendencia
El Conde Enrique XXIX y la Condesa Sofía Teodora de Castell-Remlingen tuvieron trece hijos:
- Renata Benigna (1722-1747)
- Enrique XXIV (1724-1779), conde de Reuss-Ebersdorf.
- Enrique XXVI (1725-1796)
- Enrique XXVIII (30 de agosto de 1726 - 10 de mayo de 1797), desposó a Inés Sofía (1720-1791), hija de Erdmann II de Promnitz.
- Sofía Augusta (1728-1753), desposó en 1748 al Barón Ludwig von Weitelfshausen.
- Carlota Luisa (1729-1792)
- Enrique XXXI (1731-1763)
- Enrique XXXII (1733, fallecido en la batalla de Lobositz el 1 de octubre de 1756).
- Enrique XXXIII (1734-1791)
- Enrique XXXIV (1737-1806)
- Cristiana Leonor (1739-1761)
- María Isabel (1740-1784), desposó en 1765 a Enrique XXV, Conde de Reuss-Lobenstein.
- Juana Dorotea (1743-1801), desposó en 1770 a Cristóbal Federico Levin von Trotha.